# Gustav Adolf Merkel

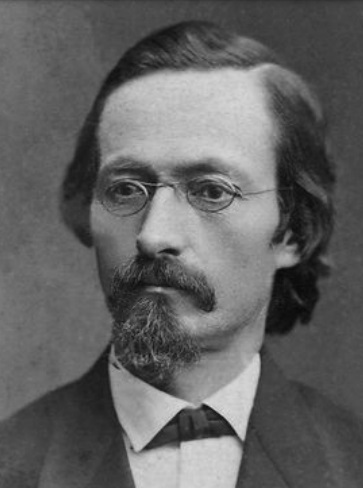
Gustav Adolf Merkel

Gustav Adolf Merkel (* 12. November 1827 in Oberoderwitz, Oberlausitz; † 30. Oktober 1885 in Dresden) war ein deutscher Organist, Komponist und Musikpädagoge. Seine Orgelkompositionen gehörten in der zweiten Hälfte des 19. Jahrhunderts zu den meistgespielten Werken.

## Leben
Gustav Adolf Merkel war Sohn des Lehrers und Organisten August Leberecht Merkel (* 1790, † 24. Oktober 1840). Sein Großvater Christian Friedrich Leberecht Merkel (* 1756 in Schneeberg, † März 1830) war in Ruppersdorf und später in Oberoderwitz als Schullehrer tätig gewesen. Gustav Adolf Merkel erhielt bei Ernst Julius Otto und Johann Schneider Unterricht in Kontrapunkt und Orgelspiel. Einige Jahre nahm er eine Lehrtätigkeit an der Dresdner Schule wahr. 1858 wurde er Organist an der Dresdner Waisenhauskirche und 1860 an der Kreuzkirche. 1864 wurde er Hoforganist an der Katholischen Hofkirche in Dresden. Ab 1861 war er Lehrer am Königlichen Konservatorium für Musik. Von 1867 bis 1873 war er Dirigent der Dreyssigschen Singakademie.
Merkel machte sich einen Namen als virtuoser Organist und Komponist für Orgelmusik. Er war unter anderem Lehrer des Dresdner Chorleiters und Komponisten Hugo Richard Jüngst. Am 12. Dezember 1857 wurde er (wie früher Anton Dreyssig) in die Logenvereinigung „Zum goldenen Apfel“ aufgenommen. Im März 1866 wurde er Meister vom Stuhl.

## Werke
Orgelwerke
- Neun leichte Orgelpräludien op. 15
- Neun Orgelsonaten (op. 30, 42, 80, 115, 118, 137, 140, 178, 183) (Herausgegeben von Otto Depenheuer.)
- Drei große Choralvorspiele op. 32 (Jesus, meine Zuversicht; Nun sich der Tag; Vom Himmel hoch)
- Adagio op. 35
- 10 leichte Fughetten op. 37
- Variationen über ein Thema von Beethoven op. 45
- 50 leichte und kurze Choralvorspiele op. 48
- Weihnachtspastorale op. 56
- Einleitung und Doppelfuge op. 105[2]
- Choralstudien op. 116
- 2 Andante op. 122
- 12 Fugen op. 124
- 10 Vor- und Nachspiele op. 134
- 10 Präludien op. 156
- 20 Präludien op. 160
- Fantasie Nr.5 d-Moll op. 176
- Orgelschule, op. 177
- 30 Etüden für Pedaltechnik, op. 182

Motetten
- Wie lieblich sind deine Wohnungen
- Dies ist der Tag, den der Herr gemacht
- Barmherzig und gnädig ist der Herr
- Ich hebe meine Augen auf
- Wenn ich rufe zu dir

Klavierwerke
- Vier Albumblätter op. 18 (Frühlingslied, Wanderlied, Impromptu, Wiegenlied)
- Valse Brillante, op. 22 (Breitkopf & Härtel 9756)
- Polonaise brillante op. 28
- Maienblüte op. 29
- Genrebilder op. 31
- Drei Charakterstücke op. 50 (Wanderlust, Abendruhe, Ballade)
- Barcarole op. 63
- Vier Stücke op. 74 (In der Dämmerstunde, Märchen, Ständchen, Abendlied)
- Traumbild op. 75
- Bagatellen op. 81 (Süße Heimat, Jagdruf, Maienwonne, Schmetterling)
- Tonblüten op. 82 (Auf grüner Au, Gedenke mein, Freudvoll und leidvoll, Im Blumengarten)
- Abendfeier op. 84
- 3 Tonbilder op. 95
- Lenz und Lied op. 120 (Frühlinglied, Am Rosenbeet, Romanze, Froher Sinn, Fliegendes Blatt)
- Zwei Rondos op. 154
- Miniaturbilder op. 181 (Polonaise, Albumblatt, Humoreske)

Kammermusik
- Adagio op. 51 für Violine und Klavier
- Arioso op. 55 für Violoncello und Orgel/Klavier
- Andacht op. 114 für Violoncello und Orgel/Harmonium/Klavier